# CULTURE RADIO via TOKYO
『CULTURE RADIO via TOKYO』（カルチャー レディオ ヴィア トーキョー）は、2020年4月4日からZIP-FMで放送されているラジオ番組である。

## 概要
今東京で話題のファッション、デザイン、GOODS、アーティスト、クリエイター、文化人、ビジネス、サイエンス、MUSICの東京カルチャーを東京経由 (via)して名古屋（東海エリア）に紹介する番組。ZIP-FM史上初となるJ-WAVE本社スタジオ（六本木ヒルズ森タワー33F）からの生放送である。
番組ハッシュタグは「#crvt778」。
ナビゲーターは、2004年から『REAL ROCKS』を担当している澤田修と、SNSのフォロワー約17万人のインフルエンサー・たけうちほのか。2023年3月に卒業したたけうちに代わり、2023年4月からタレントの橋本聖子がナビゲーターとして加わった。2024年4月からは、橋本聖子に代わり、中田絢千がナビゲーターとして加わった。

## ナビゲーター
- 澤田修 （2020年4月4日 - ）
- たけうちほのか（2020年4月4日 - 2023年3月25日）
- 橋本聖子(タレント)（2023年4月1日 - 2024年3月30日）
- 中田絢千（2024年4月6日 - ）

## 放送時間
- 毎週土曜 19:00 - 21:00（JST）（2020年4月4日 - ）